# Salzano
Salzano är en stad och en kommun i provinsen Venedig i regionen Veneto i nordöstra Italien. Kommunen hade 13 000 invånare (2018) och gränsar till kommunerna Martellago, Mirano, Noale och Scorzè.

## Vänorter
- Villefontaine, Frankrike (2009)